# Takanezawa
Takanezawa (高根沢町, Takanezawa-machi) és una vila i municipi de la prefectura de Tochigi, a la regió de Kanto, Japó i pertanyent al districte de Shioya. Takanezawa és una vila principalment agrícola que viu del cultiu de l'arròs, el tabac, el blat, les fraules i les peres. Tot i això, recentment ha esdevés una ciutat dormitori per a la ciutat d'Utsunomiya, capital prefectural.

## Geografia
El municipi de Takanezawa està situat a les planes del centre-est de la prefectura de Tochigi amb una elevació mitjana sobre el nivell de la mar de 109-195 metres. Prop del 65 percent de l'àrea total del municipi està dedicada a l'agricultura. Per Takanezawa també passa el riu Kinu (Kinu-gawa) El terme municipal de Takanezawa limita amb els de Sakura i Nasukarasuyama al nord; amb Utsunomiya a l'oest i amb Ichikai i Haga a l'est.

### Clima
Takanezawa té un clima continental humid caracteritzat per estius càlids i hiverns freds amb fortes nevades. La temperatura mitjana anual és de 13,2 graus. La mitjana anual de precipitacións és de 1.424 mil·límetres, sent setembre el mes més humid. La temperatura mitjana és més alta a l'agost, amb una mitjana de 25,4 i la més baixa al gener, amb 1,8 graus sota zero.

## Història
Fins a la restauració Meiji, la zona on actualment es troba Takanezawa formava part de l'antiga província de Shimotsuke. L'1 d'abril de 1889, amb la creació del nou sistema de municipis, es funden els pobles d'Akutsu, Kita-Takanezawa i Niita, tots ells pertanyents al districte de Shioya. El 1953 Akutsu esdevé vila i el 1954 el poble de Niita es dissol en diverses parts que s'integren al poble de Kita-Takanezawa i la vila d'Ujiie. L'1 d'abril de 1958, Akutsu i Kita-Takanezawa es fusionen per a crear la nova vila de Takanezawa.

## Política i govern

### Alcaldes
En aquesta taula només es reflecteixen els alcaldes democràtics, és a dir, des de l'any 1947. En el cas concret de Takanezawa, des de 1958.
| Alcalde             | Inici del mandat | Fi del mandat | Partit | Partit |
| Hiromi Kobayashi    | 1958             | 1966          |        | Ind    |
| Jōichi Akabane      | 1966             | 1978          |        | Ind    |
| Shoichi Akutsu      | 1978             | 1986          |        | Ind    |
| Jun Suzuki          | 1986             | 1993          |        | Ind    |
| Yukio Okada         | 1993             | 1998          |        | Ind    |
| Katsunori Takahashi | 1998             | 2013          |        | PLD    |
| Kimihiro Katō       | 2013             | -             |        | Ind    |

## Demografia
| 1920   | 1930   | 1940   | 1950   | 1960   | 1970   | 1980   |
| ------ | ------ | ------ | ------ | ------ | ------ | ------ |
| ND     | ND     | ND     | ND     | 21.479 | 20.662 | 22.765 |
| 1990   | 2000   | 2010   | 2020   | 2030   | 2040   | 2050   |
| 26.328 | 29.777 | 30.435 | 29.141 | -      | -      | -      |

## Transport

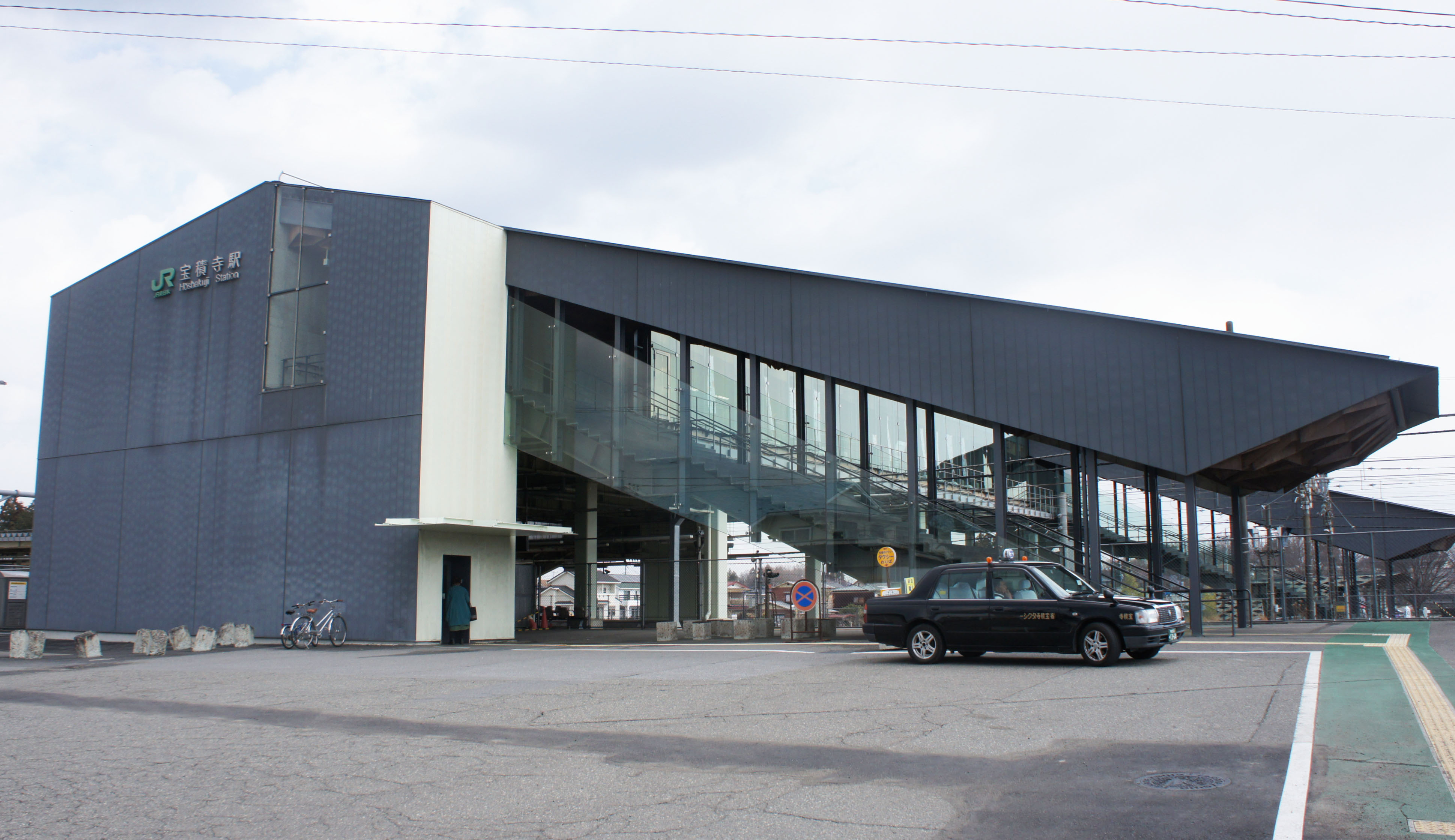
Estació de Hôshakuji

### Ferrocarril
- Companyia de Ferrocarrils del Japó Oriental (JR East)
  - Hōshakuji - Shimotsuke-Hanaoka - Niita

### Carretera
- Nacional 4 - Nacional 408